# 约翰·格斯查
约翰·格斯查（John Goscha，1984年3月19日—），是一名美国发明家和企业家，他是美国终极灯泡公司（Finally Light Bulb Company）的首席执行官，该公司发明了革新的灯泡产品Acandescence。他还是IdeaPaint的创始人。

## 生平

Acandescent终极灯泡

他毕业于里吉斯耶稣会高中，并在2006年毕业于巴布森学院经济和企业专业，毕业后他组建IdeaPaint。
格斯查之后创建并担任终极灯泡公司总裁，并开发新能源以减损能耗。该公司推出的Acandescent无极灯泡效果类似白炽灯，但效率要高出75%，并比其寿命长15倍。
2009年，格斯查被提名《公司杂志》“30 Under 30”（“30大30岁以下企业家”），名列《商业周刊》的“美国最佳年轻企业家”之一。
他的产品IdeaPaint也被视为2008年芝加哥新保守主义贸易展览会的最佳发明。2011年，它也荣获新英格兰发明奖。